# WEC 2
WEC 2: Clash of the Titans foi um evento de artes marciais mistas promovido pelo World Extreme Cagefighting, ocorrido em 4 de outubro de 2001 no Tachi Palace Hotel & Casino em Lemoore, California.

## Background
O evento principal foi a luta entre Gan McGee e Ron Faircloth.

## Ligações Externas
- WEC 2 Results at Sherdog.com